# Ungenach
Ungenach là một đô thị thuộc huyện Vöcklabruck thuộc bang Oberösterreich, Áo. Đô thị Ungenach có diện tích 14 km², dân số thời điểm năm 2006 là 486 người.